# Næsborg Sogn
Næsborg Sogn er et sogn i Vesthimmerlands Provsti (Viborg Stift).
I 1800-tallet var Salling Sogn og Oudrup Sogn annekser til Næsborg Sogn. Alle 3 sogne hørte til Slet Herred i Aalborg Amt. Næsborg-Salling-Oudrup sognekommune blev ved kommunalreformen i 1970 indlemmet i Løgstør Kommune, der ved strukturreformen i 2007 indgik i Vesthimmerlands Kommune. 
I Næsborg Sogn findes Næsborg Kirke.
I sognet findes følgende autoriserede stednavne:
- Bejstrup Løb (vandareal)
- Busgårde (bebyggelse)
- Havgård (bebyggelse)
- Hestehøj (areal)
- Kilså (vandareal)
- Næsborg (bebyggelse, ejerlav)
- Nørrekær (areal, ejerlav)
- Sønder Aggersund (bebyggelse)
- Tolstrup (bebyggelse, ejerlav)
- Vester Tanbæk (vandareal)
- Vesterkær (areal)